# Flota del Atlántico (Reino Unido)
La Flota del Atlántico (oficialmente y en inglés Atlantic Fleet) fue una flota naval de la Royal Navy. Existió durante dos períodos distintos; de 1909 hasta 1914, y luego de 1919 hasta 1932.
El 14 de diciembre de 1904, la Flota del Canal de la Mancha fue rebautizada como Atlantic Fleet. La Flota del Atlántico permaneció hasta 1912, cuando las crecientes tensiones con Alemania obligaron a la Royal Navy a revisar las formaciones de la flota y la Flota del Atlántico se convirtió en el 3.er Escuadrón de Batalla. La Flota del Atlántico tuvo su base en Gibraltar para reforzar la Flota del Canal de la Mancha o la Flota del Mediterráneo, desde enero de 1905 hasta febrero de 1907. Permaneció en Gibraltar hasta abril de 1912.
La Flota del Atlántico se formó de nuevo después del final de la Primera Guerra Mundial, cuando las fuerzas navales británicas se reorganizaron para reflejar el cambio de la situación económica y política en Europa. La flota fue creada nuevamente tras la disolución de la Gran Flota en abril de 1919, absorbiendo muchos, aunque no todos sus elementos. Fue puesto bajo el mando de un Comandante en Jefe, que durante parte de ese año ostentó el título de Comandante en Jefe de las Flotas del Atlántico y la Home Fleet, antes de que esta última se convirtiera en la Flota de Reserva, con un mando totalmente independiente. El HMS Queen Elizabeth se convirtió en el buque insignia de la Flota del Atlántico y sirvió en esa capacidad hasta 1924.
La flota nunca participó en batalla naval alguna en su corta historia. El único punto notable de la flota en la historia fue en 1931, durante el motín de Invergordon. Los marineros de la flota se negaron abiertamente a obedecer las órdenes por una disputa salarial provocada por el gobierno en ese momento. El fin de la flota llegó en 1932, cuando el Almirantazgo, sacudido por los acontecimientos del motín de Invergordon, cambió el nombre de la flota por el de Home Fleet.

## Mandos de la flota

### Comandante en Jefe de la Flota del Atlántico
El título de mando de la flota fue designado como Commander-in-Chief, Atlantic Fleet entre 1910-1912, sin embargo el cargo fue ocasionalmente establecido como Vice-Admiral Commanding, Atlantic Fleet.
|   | Empleo        | Bandera | Nombre                      | Mandato                                           |
| - | ------------- | ------- | --------------------------- | ------------------------------------------------- |
| 1 | Vicealmirante |         | Lord Charles Beresford      | 31 de diciembre de 1904 – 1 de marzo de 1905      |
| 2 | Vicealmirante |         | Sir William H. May          | 1 de marzo de 1905 – 23 de febrero de 1907        |
| 3 | Vicealmirante |         | Sir Assheton Curzon-Howe    | 23 de febrero de 1907 – 19 de noviembre de 1908   |
| 4 | Vicealmirante |         | Príncipe Luis de Battenberg | 19 de noviembre de 1908 – 20 de diciembre de 1910 |
| 5 | Vicealmirante |         | Sir John Jellicoe           | 20 de diciembre de 1910 – 19 de diciembre de 1911 |
| 6 | Vicealmirante |         | Sir Cecil Burney            | 19 de diciembre de 1911 – Julio de 1914           |

|   | Empleo        | Bandera | Nombre              | Mandato                                     |
| - | ------------- | ------- | ------------------- | ------------------------------------------- |
| 1 | Almirante     |         | Sir Charles Madden  | 8 de abril de 1919 – 15 de agosto de 1922   |
| 2 | Almirante     |         | Sir John de Robeck  | 15 de agosto de 1922 – 15 de agosto de 1924 |
| 3 | Almirante     |         | Sir Henry Oliver    | 15 de agosto de 1924 – 15 de agosto de 1927 |
| 4 | Almirante     |         | Sir Hubert Brand    | 15 de agosto de 1927 – 17 de abril de 1929  |
| 5 | Almirante     |         | Sir Ernle Chatfield | 17 de abril de 1929 – 27 de mayo de 1930    |
| 6 | Vicealmirante |         | Sir Michael Hodges  | 27 de mayo de 1930 – 6 de octubre de 1931   |
| 7 | Almirante     |         | Sir John Kelly      | 6 de octubre de 1931 – 1932                 |

#### Contraalmirante, Segundo Jefe de la Flota del Atlántico
El mando de Contraalmirante como segundo al mando de la Flota del Atlántico, existió durante la primera época de la flota desde junio de 1904 a agosto de 1912. El cargo desapareció con la refundación de la Flota del Atlántico tras la Primera Mundial.
|   | Empleo          | Bandera | Nombre                  | Mandato                                                            |
| - | --------------- | ------- | ----------------------- | ------------------------------------------------------------------ |
| 1 | Contraalmirante |         | Francis Bridgeman       | 25 de junio de 1904 – 25 de agosto de 1905                         |
| 2 | Contraalmirante |         | Sir Archibald Milne     | 25 de agosto de 1905 – 25 de agosto de 1906                        |
| 3 | Contraalmirante |         | George L.C. Egerton     | 25 de agosto de 1906 – 28 de agosto de 1907                        |
| 4 | Contraalmirante |         | Sir John R. Jellicoe    | 28 de agosto de 1907 – 25 de agosto de 1908                        |
| 5 | Contraalmirante |         | William B. Fisher       | 25 de agosto de 1908 – 26 de agosto de 1909                        |
| 6 | Contraalmirante |         | Sir Colin R. Keppel     | 26 de agosto de 1909 – 12 de septiembre de 1910                    |
| 7 | Contraalmirante |         | Sackville Carden        | 12 de septiembre de 1910 – 29 de agosto de 1911 (mando compartido) |
| 8 | Contraalmirante |         | Sir Christopher Cradock | 29 de agosto de 1911 – 29 de agosto de 1912                        |

#### Comodoro/Contraalmirante (D) Mando de Flotillas de Destructores, Flota del Atlántico
Mandos incluidos:
|                                  | Empleo          | Bandera | Nombre               | Mandato                                                                                 |
| -------------------------------- | --------------- | ------- | -------------------- | --------------------------------------------------------------------------------------- |
| 1                                | Comodoro        |         | Reginald Y. Tyrwhitt | Diciembre de 1913 - 1914                                                                |
| flota disuelta entre 1914 - 1919 |                 |         |                      |                                                                                         |
| 2                                | Comodoro        |         | Hugh J.Tweedie       | 1919 - Mayo de 1920                                                                     |
| 3                                | Contraalmirante |         | Michael H. Hodges    | Mayo de 1920-Julio de 1922                                                              |
| 4                                | Contraalmirante |         | Arthur K. Waistell   | Julio de 1922-abril de 1923                                                             |
| 5                                | Contraalmirante |         | Sir George H.Baird   | Abril de 1923-Septiembre de 1924                                                        |
| 6                                | Contraalmirante |         | Colin K. McLean      | Septiembre de 1924–Septiembre de 1926                                                   |
| 7                                | Contraalmirante |         | Wion de M. Egerton   | Septiembre de 1926-Julio de 1928                                                        |
| 8                                | Comodoro        |         | Robin C. Dalglish    | Julio de 1928-Agosto de 1930                                                            |
| 9                                | Comodoro        |         | Edward O.B.S.Osborne | Agosto de 1930-Marzo de 1932. Continuó como Contraalmirante (D) HF hasta julio de 1932. |

#### Jefe de Estado Mayor, Flota del Atlántico
Segunda época incluida:
|                                | Empleo               | Bandera | Nombre             | Mandato                                                                    |
| ------------------------------ | -------------------- | ------- | ------------------ | -------------------------------------------------------------------------- |
| Chief of Staff, Atlantic Fleet |                      |         |                    |                                                                            |
| 1                              | Contraalmirante      |         | Michael H.Hodges   | Abril de 1919 - Mayo de 1920                                               |
| 2                              | Comodoro de 1ª clase |         | Cyril T. M. Fuller | 1 de mayo de 1920 – 14 de agosto de 1922                                   |
| 2                              | Contraalmirante      |         | William W. Fisher  | 14 de agosto de 1922 – 14 de agosto de 1924                                |
| 3                              | Contraalmirante      |         | Arthur J. Davies   | 14 de agosto de 1924 – Octubre de 1927 (inicialmente Comodoro de 1ª clase) |
| 4                              | Contraalmirante      |         | Matthew R. Best    | Octubre de 1927 – Diciembre de 1927                                        |
| 5                              | Comodoro             |         | Geoffrey Blake     | Diciembre de 1927 – abril de 1929                                          |

## Formaciones

### Primera época
La distribución del primer periodo de activación de la flota incluye:
|   | Unidad                    | Fechas                        | Notas y reasignaciones                       |
| - | ------------------------- | ----------------------------- | -------------------------------------------- |
| 1 | 2.º Escuadrón de Cruceros | Enero de 1905 – Marzo de 1909 | reemplazado por el 5.º Escuadrón de Cruceros |
| 2 | 5.º Escuadrón de Cruceros | Marzo de 1909 – abril de 1912 | [ 15 ]                                       |
| 3 | Flotilla del Atlántico    | 1906–1907                     | sin destructores después de 1907             |
| 4 | 8 acorazados              | Enero de 1905 – Marzo de 1909 | distribuidos                                 |
| 4 | 7 pre-dreadnoughts        | Marzo de 1909 – abril de 1912 | distribuidos                                 |

### Segunda época
La distribución del segundo periodo de activación de la flota incluye:
|    | Unidad                            | Fechas                       | Notas y reasignación                                                                                                  |
| -- | --------------------------------- | ---------------------------- | --- |
| 1  | 1.er Escuadrón de Batalla         | 1919 – Noviembre de 1924     | renombrado como 2.º BS (Battle Squadron)                                                                              |
| 2  | 2.º Escuadrón de Batalla          | 1919 – Mayo de 1924          | absorbido por el 1.er Escuadrón de Batalla                                                                            |
| 3  | 3.er Escuadrón de Batalla         | Marzo de 1926 – Mayo de 1930 | procedente de la Mediterranean Fleet                                                                                  |
| 4  | Escuadrón de Cruceros de Batalla  | 1919 – Septiembre de 1936    | integrada en la Flota del Mediterráneo, en abril de 1939 se reintegra en la Home Fleet                                |
| 5  | Portaviones                       | 1919 – Septiembre de 1931    | |
| 6  | Escuadrón de Portaviones          | Septiembre de 1931 – 1932    | |
| 7  | 1.º Escuadrón de Cruceros Ligeros | 1919 – Noviembre de 1924     | a la Mediterranean Fleet                                                                                              |
| 8  | 2.º Escuadrón de Cruceros Ligeros | 1919–1920                    | reconfigurado como 2º CSQ (Escuadrón de Cruceros)                                                                     |
| 9  | 2.º Escuadrón de Cruceros         | 1920–1932                    | [ 15 ] |
| 10 | 1.ª Flotilla de Destructores      | 1919 – abril de 1925         | [ 15 ] |
| 10 | 2.ª Flotilla de Destructores      | 1919 – Noviembre de 1924     | a la Flota del Mediterráneo                                                                                           |
| 11 | 3.ª Flotilla de Destructores      | 1919 – Agosto de 1923        | a la Flota del Mediterráneo                                                                                           |
| 12 | 4.ª Flotilla de Destructores      | 1919 – Agosto de 1923        | a la Flota del Mediterráneo                                                                                           |
| 13 | 5.ª Flotilla de Destructores      | 1919 – abril de 1925         | a la Flota del Mediterráneo como 1.ª DF (Destroyer Flotilla)                                                          |
| 14 | 6.ª Flotilla de Destructores      | 1919–1921                    | absorbido por la 8.ª Flotilla de Destructores                                                                         |
| 15 | 7.ª Flotilla de Destructores      | 1925 – Agosto de 1928        | [ 15 ] |
| 16 | 8.ª Flotilla de Destructores      | 1925 – Agosto de 1927        | a la China Station |
| 17 | 9.ª Flotilla de Destructores      | 1925 – Agosto de 1927        | absorbido por la 7.º Flotilla de Destructores                                                                         |
| 18 | 1.ª Flotilla de Submarinos        | 1919–1927                    | al Rosyth Command to 1926, luego transferido a la División Nore hasta 1927                                            |
| 19 | 2.ª Flotilla de Submarinos        | 1919–1924                    | al Plymouth Command to 1924 y a continuación al FO, Malta                                                             |
| 20 | 3.ª Flotilla de Submarinos        | 1919–1927                    | al Portsmouth Command hasta 1922 y al Plymouth Command hasta.1927 y seguidamente a la 2.ª Flotilla de Submarinos (SF) |
| 21 | 5.ª Flotilla de Submarinos        | 1919–1932                    | al Portsmouth Command                                                                                                 |
| 22 | 6.ª Flotilla de Submarinos        | 1919–1932                    | al FO, Portland |